# Kai Jiang
Kai Jiang (kinesiska: 凯江) är ett vattendrag i Kina. Det ligger i den centrala delen av landet, 1 400 km sydväst om huvudstaden Peking.